# Driesbos
Het  Driesbos is een Ferrarisbos gelegen in het Vlaams-Brabantse dorp Nieuwenrode  (deelgemeente van Kapelle-op-den-Bos), op de grens met Humbeek. Samen met het 's Gravenbos is het een van de oudste bossen in de omgeving. Het bos is Europees beschermd als onderdeel van Natura 2000-habitatrichtlijngebied 'Bossen van het zuidoosten van de Zandleemstreek'. Het is grotendeels privédomein.
Ten oosten loopt de Driesbos- of Buisbeek.